# Ann Oakley
Ann Oakley (Londres, 1944) es una socióloga feminista, investigadora y escritora británica especialmente conocida por su trabajo sobre sexo y género, trabajo doméstico, parto y ciencias sociales feministas. En 1972 en su tratado "Sexo, Género y Sociedad" fue la primera en introducir el término género en el discurso de las ciencias sociales.
En los últimos se ha centrado también en las políticas públicas basadas en la evidencia y las metodologías de investigación y evaluación, en la sociología del cuerpo y en la biografía y la autobiografía como formas de escritura de la vida. Hasta enero de 2005 fue directora de la Unidad de Investigación de Ciencias Sociales  Social Ciencia Research Unit  en la Universidad de Londres.

## Biografía
Oakley es hija del profesor Richard Titmuss del que ha escrito una biografía y ha editado ciertos de trabajos. Su madre, Kathleen, era trabajadora social.
Estudió en el Somerville College de la Universidad de Oxford, obteniendo su BA en 1965 un año después de casarse con su futuro colega Robin Oakley. Posteriormente Oakley escribió guiones para emisiones televisivas destinadas a las niñas, noticias y novelas rechazadas por las editoriales. Retomando sus estudios en el Bedford College de la Universidad de Londres, realizó su doctorado en 1969. Realizó su tesis sobre las actitudes de las mujeres en relación con el trabajo doméstico, tema del que trataron sus primeros libros. Muchas de sus investigaciones sociológicas se centran en la sociología médica y en la salud de las mujeres. Ha contribuido también ampliamente en los debates sobre métodos de investigación en sociología. 
Es profesora de Sociología y Política Social en el Instituto de Educación de la Universidad de Londres. Hasta enero de 2005 fue directora de la Unidad de Investigación de Ciencias Sociales  Social Ciencia Research Unit  (SSRU) en el Instituto, donde también dirigió el Centro de Información y Coordinación de Evidencia de Políticas y Prácticas. 
Desde 2005 trabaja en la investigación a tiempo parcial y continúa desarrollando su producción como escritora. 
Ann Oakley ha realizado muchos trabajos académicos que tratan sobre las vidas y los roles de las mujeres en la sociedad. También ha escrito varias novelas best sellers, entre ellas la más conocida probablemente es The Men's Room, adaptada por Laura Lamson para la BBC en 1991, con Harriet Walter y Bill Nighy. Ha escrito también una autobiografía parcial. 
Vive entre Londres y una casa rural donde escribe la mayoría de sus obras de ficción.

## El concepto género
Oakley fue pionera en 1972 en la utilización del concepto de género en el marco de las ciencias sociales para analizar el modelo de organización económico, la división sexual del trabajo, y el papel de hombres y mujeres en las instituciones sociales.
En 1972 introdujo el concepto en su publicación “Sex, gender and society”, donde “Sexo es un término de la biología, genero se emplea en psicología y con relación a procesos culturales. Se podría pensar que estas palabras son simplemente dos maneras de considerar la misma diferencia; y que si, por ejemplo, una persona es de sexo femenino, pertenece automáticamente al género correspondiente… De hecho, no es así. Ser hombre o mujer, niño o niña, es tanto la manera de vestirse, gestos, actividad, red social y personalidad como los órganos genitales que uno tiene.” (Oakley, A. 1972:158).
Este concepto ha sido utilizado desde entonces por el feminismo como un instrumento válido para explicar la subordinación de las mujeres como algo construido socialmente y no justificado en la biología.

## Premios y reconocimientos
En 2011, la Asociación Británica de Sociología le otorgó uno de sus primeros premios Lifetime por su extraordinaria contribución a la historia del desarrollo de la sociología en Gran Bretaña.

## Publicaciones

### No ficción
- (1972) Sex, Gender and Society. London: Temple Smith. Reprinted with new Introduction, London: Gower, 1985.
- (1974) Housewife. London: Allen Lane.
- (1974) The Sociology of Housework. London: Martin Robertson. Reprinted with new Introduction. Oxford: Basil Blackwell, 1985 (also translated into German, Dutch and Japanese).
- (1976) Woman's Work: The Housewife, Past and Present. New York: Random House. (Re-titled version of Housewife - 1974)
- (1979) Becoming a Mother. Oxford: Martin Robertson. (Under the title From Here to Maternity. Harmondsworth: Penguin, 1981. Reprinted with new Introduction, 1986.)
- (1980) Women Confined: Towards a sociology of childbirth. Oxford: Martin Robertson.
- (1981) Subject Women. Oxford: Martin Robertson.
- (1984) The Captured Womb: A history of the medical care of pregnant women. Oxford: Basil Blackwell.
- (1984) Taking it Like a Woman. London: Jonathan Cape. (Paperback published Fontana 1985; also published by Random House, New York).
- (1986) Telling the Truth about Jerusalem: Selected essays. Oxford: Basil Blackwell.
- (1986) The rights and Wrongs of women (Selected essays edited with Juliet Mitchell).
- (1986) What is Feminism? (Selected essays edited with Juliet Mitchell).
- (1992) Social Support and Motherhood: The natural history of a research project. Oxford: Basil Blackwell.
- (1993) Essays on Women, Medicine and Health. Edinburgh: Edinburgh University Press.
- (1996) Man and Wife: Richard and Kay Titmuss, my parents' early years. London: HarperCollins.
- (1997) Who's Afraid of Feminism? London: Hamish Hamilton. (New York: The New Press.) (edited with Juliet Mitchell).
- (1997) The Gift Relationship: From human blood to social policy. By Richard M Titmuss. London: LSE Books. (New York: The New Press.) (edited with John Ashton).
- (2000) Experiments in Knowing: Gender and method in the social sciences. Cambridge: Polity Press. (New York: The New Press.)
- (2001) Welfare & Wellbeing: Richard Titmuss's contribution to Social Policy, (edited with Peter Alcock, Howard Glennerster & Adrian Sinfield), Bristol: Policy Press.
- (2002) Gender on Planet Earth. Cambridge: Polity Press (New York: The New Press, 2003).
- (2004) Private Complaints & Public Health: Richard Titmuss on the National Health Service, (edited, with Jonathan Barker), Bristol: Policy Press.
- (2007) Fracture: Adventures of a broken body, Bristol: Policy Press.

### Ficción
- (1989) The Men’s Room. London: Virago. (HarperCollins paperback 1989; New York: Atheneum, 1989.) (televised)
- (1990) (under the nom de plume Rosamund Clay) Only Angels Forget. London: Virago.
- (1991) Matilda’s Mistake. London: Virago (HarperCollins paperback, 1991).
- (1992) The Secret Lives of Eleanor Jenkinson. London: HarperCollins.
- (1993) Scenes Originating in the Garden of Eden. London: HarperCollins.
- (1995) Where the bee sucks, in: (eds) Jones RG, Williams AS. The Penguin Book of Erotic Stories by Women. London: Penguin Books, pp. 384–397.
- (1995) Death in the egg, in: (eds) Williams AS, Jones RG. The Penguin Book of Modern Fantasy by Women. London: Penguin Books, pp. 525–532.
- (1996) A Proper Holiday. London: HarperCollins.
- (1999) Overheads. London: HarperCollins.

##### En español
- La mujer discriminada: biología y sociedad, Tribuna Feminista Editorial Debate, Madrid, 1977